# Pliage e
Pour les articles homonymes, voir Pliage (homonymie).
 (mai 2024).
Si vous disposez d'ouvrages ou d'articles de référence ou si vous connaissez des sites web de qualité traitant du thème abordé ici, merci de compléter l'article en donnant les références utiles à sa vérifiabilité et en les liant à la section « Notes et références ».
Un pliage e, ou repliage e, e-fold en anglais est une multiplication d'une quantité par un facteur e. En cosmologie inflationnaire, on distingue le nombre de pliages e, c'est-à-dire le nombre de fois où la taille de l'Univers a été multipliée par ce facteur e. Le temps de pliage e est le laps de temps pour accomplir cet agrandissement.